# Bundesstraße 522
Die Bundesstraße 522 (Abkürzung: B 522) ist eine deutsche Bundesstraße in Niedersachsen im Raum Hannover. Sie wird auch als Flughafenschnellstraße bezeichnet.

## Überblick
- Anfangspunkt: Langenhagen, A 352 (aber als Kreisstraße weiter zum Flughafen)
- Endpunkt: Hannover, Vahrenwalder Straße (vierspurig)

Sie verläuft ausschließlich in der Region Hannover.

## Geschichte/Weiteres
Die Bundesstraße 522 wurde Mitte/Ende der 1970er Jahre gebaut.
Sie führt dem Flughafen Hannover den aus östlicher Richtung auf der Bundesautobahn 2 kommenden Verkehr zu, da am Autobahndreieck Hannover West keine Möglichkeit besteht, aus Richtung Berlin kommend auf die Bundesautobahn 352 zu wechseln (und umgekehrt). Ebenso nimmt sie den aus Norden über die Bundesautobahn 352 kommenden Zielverkehr nach Hannover auf und führt ihn auf die Vahrenwalder Straße Richtung Innenstadt.
Die gesamte Strecke ist vierspurig kreuzungsfrei ausgebaut, wobei der südliche Abschnitt in Troglage erstellt wurde. An der Ampelkreuzung mit der Straße „Am Pferdemarkt“ endet die B 522 und führt als Kreisstraße (K 324) ebenfalls vierspurig, aber ampelgeregelt weiter bis zum Flughafen Hannover.

## Verlauf
Die Bundesstraße beginnt an der A 352 im Norden und führt Richtung Süden. Sie unterquert die Autobahn A2 an der Anschlussstelle 44. Sie endet mit dem Übergang in die Vahrenwalder Straße.